# Anarawd ap Gruffydd
Anarawd ap Gruffydd (... – 1143) fu un principe del Deheubarth (Galles meridionale).
Era figlio di Gruffydd ap Rhys, alla morte del quale, nel 1137, Anarawd salì sul trono. Nel 1138, lui il fratello Cadell ap Gruffydd si unirono al principe del Gwynedd, Owain Gwynedd, e a suo fratello Cadwaladr ap Gruffydd nell'attacco contro il castello normanno di Cardigan. L'attacco ebbe anche il supporto di una flotta vichinga. Fu però raggiunto un accordo e l'assedio fu tolto. 
Nel 1143 Anarawd fu ucciso a tradimento da un agente dell'ex alleato Cadwaladr, che fu sospettato di aver ordinato l'assassinio. Ciò fece adirare Owain, che in Anarawd aveva avuto un alleato molto importante (oltre al fatto che stava per sposare la figlia di Owain). Per punizione, Owain inviò il figlio Hywel a togliere a Cadwaladr le sue terre nel Ceredigion.
Ad Anarawd succedette il fratello Cadell. Il figlio, Einion ab Anarawd, fu ucciso da un suo servitore nel 1163, sembra su ordine di Roger, Earl di Hereford.